# Чекиев, Тынчтыкбек Бешкемпирович
Тынчтыкбек Бешкемпирович Чекиев (1961, Тогуз-Тороузский район, Киргизская ССР — 14 августа 2010, с. Джал, Чуйская область) — киргизский государственный деятель, губернатор Нарынской области (2009—2010).

## Биография
В 1985 г. окончил Кыргызский Государственный университет (историк), в 2000 г. — Институт гос. управления и социальных исследований.
Трудовую деятельность начал с должности заместителя директора средней школы имени Ленина Тогуз-Тороузского района.
В 1992—1994 гг. — заведующий общим отделом Совета народных депутатов,
В 1994—1997 гг. — заместитель главы, первый заместитель главы администрации Тогуз-Тороузского района.
В 1997—1999 гг. — руководитель аппарата обл. гос. администрации Нарынской области.
В 2000–2002 гг. -- руководитель аппарата-заместитель министра сельского и водного хозяйства Кыргызской Республики.
2002–2003 гг. -- Национальная комиссия при Президенте Кыргызской Республики по международным стандартам финансовой отчетности - заместитель руководителя.
В 2003—2005 гг. работал на ответственных государственных должностях районных и областных гос. администраций Иссык-Кульской области. Являлся заместителем начальника управления юстиции, заведующим орг. отделом области.
В 2005–2008 гг. -- аким Ак-Суйского района Иссык-Кульской области Кыргызской Республики.
В 2008 −2009 гг. — аким Джеты-Огузского района Иссык-Кульской области Кыргызской Республики.
В 2009—2010 гг. — губернатор Нарынской области Кыргызской Республики.
В ночь с 13 на 14 августа 2010 убит неизвестными в собственном доме в селе Джал Сокулукского района близ Бишкека. Смертельно ранен четырьмя пулями, также была ранена и попала в больницу его жена.